# تپه ماسه کو
تپه ماسه کو در شهرستان دورود، بخش سیلاخور، دهستان چالانچولان، ۱/۵ کیلومتری جنوب روستای حشمت آباد واقع شده و این اثر در تاریخ ۲۳ بهمن ۱۳۸۵ با شمارهٔ ثبت ۱۷۲۰۹ به‌عنوان یکی از آثار ملی ایران به ثبت رسیده است.